# 박정훈 (가수)
박정훈(1987년 10월 23일 ~ )은 대한민국의 팝페라 가수다. 2013년 뮤지컬 '헤이, 자나!'로 데뷔했다.

## 방송
- 팬텀싱어 1 (2016) - Top24(21위)
- 팬텀싱어 3 (2020) - Top74
- 불타는 트롯맨 (2022) - Top100

## 공연
- 헤이, 자나! (2013)
- 화랑 (2015)
- 김희진 VIP 콘서트 (2016)
- 뮤지컬 집들이 콘서트 #16. 응답하라! 헤이, 자나 (2016)
- BLARE SOUND CONCERT (2016)
- Blaresound Concert - 광주 (2018)

## 음반
- 팬텀싱어 Episode 4 (2016)
- 걷다 보면 (2019)
- 너로 물든 하늘 (2019)

### 블레어
- 당신에게 (2017)